# Cantó de Luxemburg
El cantó de Luxemburg (luxemburguès Lëtzebuerg) és un cantó situat al sud del Gran Ducat de Luxemburg, al districte de Luxemburg. Té 236,48 kilòmetres quadrats i 204.358 habitants. La capital és Ciutat de Luxemburg.
El cantó consta d'11 comunes: 
- Bertrange
- Contern
- Hesperange
- Luxemburg
- Niederanven
- Sandweiler
- Schuttrange
- Steinsel
- Strassen
- Walferdange
- Weiler-la-Tour